# Dhaya
Dhaya è un comune dell'Algeria, situato nella provincia di Sidi Bel Abbes.